# Sunny-Side-UP
『Sunny-Side-UP』（サニーサイドアップ）は、2005年7月6日から同年9月28日まで京都放送ほかで毎週水曜23:30〜24:00に放送されたハイビジョン放送対応のテレビドラマ。シリーズ第2弾。全12話。脚本、監督は林正明。家族愛を描いたホームドラマ。

## あらすじ
儲け話を聞いては失敗と借金を重ねる父・達也、引き籠りの長女・春香、不良グループとのケンカが絶えない次女・夏樹、自己主張が出来ない末っ子・秋哉といったバラバラな一家、水谷家。ある日、父の失踪と、借金取りによる家屋差押えというピンチに。そこへ行方不明だった母礼子が舞い戻り、様々なアクシデントをパワフルに解決して行く。

## キャスト
- 水谷礼子：生稲晃子
- 水谷達也：モロ師岡
- 水谷春香：徳澤直子
- 水谷夏樹：清水園美
- 水谷秋哉：遠藤雄弥
- 二宮一平、二宮三平：赤間皇至
- 篠原広海：木地谷厚子
- 風間歩美：中村知世
- 刈谷美樹：岡田茜
- 田中奈美：山崎真実
- 新井茂雄：神野知紀
- 猪瀬隆太：菊田健吾
- 浜田翔子
- 特別出演：大場久美子

## 音楽

### テーマ曲
- 根食 真実「はじまりの一歩～Walk My Way～」（2005年7月27日）

## ネット局
- 京都放送
- NST新潟総合テレビ
- テレビ神奈川
- テレビ金沢
- 福井放送
- 三重テレビ